# تحفة الباري بشرح صحيح البخاري
تحفة الباري أو منحة الباري بشرح صحيح البخاري لشيخ الإسلام أبي يحيى زكريا الأنصاري الشافعي (المتوفى سنة 926هـ)، هو شرح لصحيح البخاري كثير الفوائد، تفرد بأشياء لم يأت بها سابقوه مع أنه عبارة عن ملخص لعشرة شروح على الصحيح كما قال الغزي، يكشف عن معاني الصحيح، ويبرز عن مباني إعرابه كما ذكر المصنف نفسه في مقدمته فقال:
وقد طُبع هذا الشرح مع إرشاد السَّاري في مصر عام 1326هـ، وطبعته مكتبة الرشد في السعودية عام 1426هـ / 2005م.